# NGC 4044
NGC 4044 is een elliptisch sterrenstelsel in het sterrenbeeld Maagd. Het hemelobject werd op 1 januari 1786 ontdekt door de Duits-Britse astronoom William Herschel.

## Ecliptica
Het stelsel NGC 4044 bevindt zich betrekkelijk dicht bij de Ecliptica, hetgeen betekent dat, vanaf de Aarde gezien, het regelmatig bezoek krijgt van de planeten van het Zonnestelsel, alsook bedekt kan worden door de Maan. Het Herfstpunt bevindt zich op minder dan een graad ten westen van NGC 4044.

## Synoniemen
- UGC 7018
- MCG 0-31-20
- ZWG 13.43
- PGC 38018